# Atsushi Takenouchi
Atsushi Takenouchi (竹之内 淳志?) (Japón, 1962) es bailarín y maestro japonés de danza Butoh que realiza tanto trabajos en solitario como en colaboración, como por ejemplo "Enclosure", pieza interpretada junto con la compañía de artes básicas de Brighton: Tierra Roja, en Hambledon Hill, Dorset.

## Carrera
Atsushi Takenouchi se unió a la compañía de danza Butoh Hoppo-Butoh-ha de Hokkaido en 1980. La última obra que realizó con la compañía Takazashiki (1984) fue desarrollada por el fundador de la danza butoh Tatsumi Hijikata. Atsushi empezó la danza Jinen Butoh en 1986 con trabajos en solitario como Itteki, Ginkan, como expresión universal de la naturaleza, tierra, tanto de tiempo antiguos como impresiones captadas del momento mismo de la ejecución de la pieza en un encuentro entre personas y su entorno. Hizo una gira de danza jinen de tres años por todo Japón con más de 600 localizaciones diferentes (1996-1999). Durante este tiempo, empezó a inspirarse en el espíritu del universo de Kazuo Ohno y Yoshito Ohno. 
Desde 2002, se afincó en Europa, trabajando en colaboración con bailarines y actores de Francia, Polonia, los EE. UU. y dando talleres, así como articipando en solitario en festivales como el de Aviñón, El Festival Butoh de París o el NY Butoh Festival. También colabora con producciones cinematográficas. Su trabajo más reciente en Alaska y Hawái fue Ridden by nature, una película artística medioambiental.

## Jinen Butoh
Según el libro Sanando el tejido del universo de Carolina Díaz, Takenouchi es conocido por una nueva manera de aproxiumarse a la danza Butoh, a la que usualmente se la considera Ankoku Butoh -Danza de la oscuridad- contraponiéndola al concepto Jinen que auna tanto lo oscuro como la luz, en una interconexión con la totalidad de la naturaleza.

## Publicaciones
- 1994 - Bailando con la Naturaleza durante el Festival del Arroz. Poemas, caligrafía e ilustraciones por Takenouchi (publicados por Nobunkyo - de la Rural Culture Association)
- 2005 - La identidad de la danza: Metafísica en Movimiento - Sandra Fraleigh
- 2006 - Ijikata Tatsumi y Ohno Kazuo - Sandra Fraleigh & Tamah Nakamura
- 2011 - En la ruta de seda de gesto - Wiesna Mond-KozŁowska
- 2012 - Sanando el tejido del universo - De Carolina Díaz

## Vídeos y DVD
- 1996 - The　2nd Osaka Dance Experience1996 RE-VIEW（Torii Hall, Japón）
- 1998 - JINEN in Iwaya 1997（BE-BOX）
- 1999 - 1996～1998 Ginyu-Butoh JINEN digest & Tanagokoro・Itteki・Ginkan digest (Denyu-Kohboh, Japón)
- 2005 - KI ZA MU 2005 (Teatr KANA, Polonia)
- 2008 - Film Silken (11 minutos) Dirigida por Damien Serban y Yann Bertrand (Autor de Minuit Présente, France) SOGO ISHII punk years 1976- 1983 DVD box I.
- 2008 - Asia Strikes Back (Película de 1983) Dirigida por Sogo Ishii (Transformer, Japón)
- 2010 - STONE: una performance de Jinen Butoh (70 minutos) en el Sunflower Theater de Beirut 2008 (Artrace, Francia)
- 2012 - "Ridden by Nature" dirigida por Kathi von Koerber y filmada e Alaska, Hawái y Arizona (Kkiahkeya, USA)[5]